# Juan Macías
Juan Macías (Ribera del Fresno, Extremadura, 2 de marzo de 1585-Lima, 16 de septiembre de 1645) fue un religioso y santo dominico español que evangelizó el Perú a partir de 1620. Fue canonizado en 1975 por Pablo VI.

## Biografía
Nació el 2 de marzo de 1585 en Ribera del Fresno, villa de Extremadura en la diócesis de Badajoz, España. Fueron sus padres Pedro de Arcas y Juana Sánchez, por lo que su nombre debió ser Juan de Arcas Sánchez. El cambio de nombre se debe fundamentalmente a que las tierras de pastoreo eran llamadas las Macías, y a los pastorcitos, los Macías; por eso se le conoce como Juan Macías o Juan Pastorcillo. Se sabe que quedó huérfano desde los cuatro años y medio, y bajo el cuidado de un tío que lo dedicó al pastoreo. Cuentan que a la edad de veintiocho años, una noche de Navidad, Juan interrumpió la conversación de sus parientes para decirles que se marcharía.
Luego conoce a un comerciante con el que trabajó y con el que hace un primer viaje a América. Llegó primero a Cartagena de Indias, pasando por Pasto y Quito, para llegar finalmente a la capital del virreinato del Perú, donde se quedaría hasta su muerte. Su primera acción al llegar a Lima fue indagar sobre la Orden de Predicadores, indicando que se proponía ingresar a ella para servir a Dios de acuerdo a la voz que escuchó a los veinte años que le ordenaba venir al Perú.
Confiado en su especialidad, trabajó con ganaderos en las afueras de la ciudad, y allí nace su vocación a la vida religiosa. Su extrema bondad lo hacía frecuentemente repartir lo poco que tenía entre los pobres, hacía labor social y apoyaba a la Orden de Predicadores como hermano lego en el convento de dominicos de Santa María Magdalena, donde finalmente fue admitido; el 23 de enero de 1622, tomó los hábitos. Un año después hizo los votos definitivos: el 25 de enero de 1623.
San Juan Macías fue amigo íntimo de san Martín de Porres y coetáneo de santa Rosa de Lima. Fueron estos tres santos dominicos los que, en el siglo XVII, animaron la vida cristiana de la ciudad de Lima.

### Consejero de ricos y pobres
Ya en el convento, san Juan Macías marcó su vida en la profunda oración, la penitencia y la caridad, pero, debido a ello, sufrió una grave enfermedad por la que tuvo que ser intervenido en una peligrosa operación. Sin embargo, nunca descuidó a los más necesitados, a quienes ayudaba  desde el portón del monasterio. Era frecuente ver a los mendigos, los enfermos y los desamparados de toda Lima que acudían buscando consuelo. La clase alta, a quienes se les llamaba "pobres vergonzantes", tampoco era ajena a sus consejos; incluso el propio virrey Toledo y la nobleza de Lima acudían a él. San Juan Macías cuidaba aun de los ricos caídos en desgracia, pero de manera discreta, para que no fueran vistos por los demás y evitarles de este modo la vergüenza. San Juan Macías no distinguía entre las personas y ayudaba a todo aquel que necesitase un pan o una palabra. 
Sentía mayor propensión al retiro y la soledad que a la conversación y la comunicación con los demás, según le confesó al padre Maestro Ramírez: «Si no lo ocupase la obediencia, nadie le habría visto jamás la cara». Pero el oficio de portero, en el que perseveró por más de veinte años, contrariando su inclinación natural, le servía de continuo ejercicio de la obediencia, y por esto lo desempeñaba con tanto placer y alegría como con empeño y dedicación. Su extrema humildad y respeto hacia sus semejantes era notoria. Daba de comer a sus pobres puesto de rodillas, y a las mujeres, jamás las miraba, fijando la vista en el suelo. Siempre trató de evitar cualquier tipo de tentación.

### Sus milagros
Cuentan las crónicas que una noche un temblor sorprendió a Lima. Mientras los fieles rezaban en el coro, san Juan Macías oraba en la capilla de Nuestra Señora del Rosario. La primera sacudida hizo que los religiosos salieran presurosos a refugiarse en el jardín del claustro, pero él escuchó una voz que lo detuvo: él contó que era la Bienaventurada Virgen María y que, por eso, se quedó allí, porque se sintió protegido. Finalmente, el templo quedó sano y salvo, casi íntegro.
En 1678, en el convento de Santo Domingo, Francisco Ramírez, novicio de 20 años de edad, con el objeto de limpiar su celda, levantó un pesado baúl, sin recordar que padecía de una hernia inguinal. El esfuerzo provocó el estrangulamiento de la misma, por lo que se requería la intervención correspondiente, en ese entonces desconocida. Los facultativos, tras examinar al paciente, diagnosticaron un fatal desenlace, por lo que le administraron los santos óleos. El prior del convento, Nicolás Ramírez, puso en manos del enfermo un pequeño cuadro de fray Juan Macías, fallecido hacía treinta y tres años, indicándole que le rezara, para que intercediese por él. Los frailes, dejando al enfermo en oración, cayeron dormidos. Al retornar, tuvieron la sorpresa de encontrar al novicio incorporado y libre de dolencia. Este milagro fue autenticado por los frailes que presenciaron este hecho, siendo uno de los dos que sirvieron para que el papa Clemente XIII lo declarara venerable el 27 de febrero de 1763.
También tras su muerte se le atribuye el milagro del arroz de Olivenza, que se produjo el 23 de enero de 1949 en la población extremeña de Olivenza, cuando la cocinera de la Institución Hogar de Nazaret, Leandra Rebollo, oriunda del pueblo natal de san Juan Macías, nombró al entonces beato cuando faltaba el cereal para los pobres, y el arroz de pronto comenzó a aumentar desmesuradamente en la olla, siendo requeridas varias más para completar la comida. Este hecho fue reconocido como milagro oficial por la Iglesia católica en 1974.

### Muerte
Con 60 años de edad contaba fray Juan Macías cuando fue visitado por la enfermedad que le llevaría a la tumba. El médico que le asistía había perdido toda esperanza de recuperación, y el propio fray Juan Macías se daba cuenta de que le había llegado la hora de partir de este mundo  para ir a los "cielos nuevos y tierras nuevas" que, en repetidas ocasiones, había visitado fugazmente en compañía de su venerable amigo san Juan Evangelista. En aquel trance supremo, de cara a la verdad absoluta que es Dios, contó a los religiosos de su convento los favores que Dios le había regalado en su vida, desde su niñez hasta aquel momento, y cómo le había hecho gozar de la visión de su santa gloria en repetidas ocasiones dijo "No me olvide hermano y encomiéndame a Dios , le rogó fray Juan de la Torre su amigo Padre mío donde la caridad es más perfecta, ¿cree su reverencia que me habría de olvidar? " Le doy mi palabra de que allá le seré mejor amigo de lo que le fui acá "le respondió él. A otro que le recomendaba a sus pobres, le contestó: Con que tengan a Dios, les sobra todo, y para su consuelo, les queda el hermano Dionisio de Vilas y otros buenos amigos que no les harán faltar lo necesario. Juan Quezada, benefactor de los pobres, llegó también hasta su lecho para pedirle que no se olvidara de él y de su esposa: ¿Olvidarme? En el corazón le llevo bien asentado, y también a la señora doña Sebastiana, su mujer dijo . ¡Qué esperanza la que nos diste fray Juan!, ¡cumple lo que dijiste!.La hora señalada por Dios ha llegado. Es la hora de la despedida definitiva. Fray Juan Macías se lo advierte a los hermanos, que lo acompañan: Ahora sí, es llegada mi hora. Que se haga en mí la voluntad del Señor . Siguiendo la costumbre de aquellos tiempos, los religiosos de la comunidad se dirigen procesionalmente a la habitación de fray Juan, acompañando el Santo Viático. Fray Juan se sienta, con la ayuda de sus hermanos y por última vez  recibe con todo fervor la santa comunión.
Después de unos minutos de oración, en profundo recogimiento, el prior le administra el sacramento de la Unción de los Enfermos, en medio de salmos e himnos que los religiosos cantaban invocando el perdón y la misericordia de Dios.
Cuando los hermanos cantaban tiernamente la salve, con la que los dominicos despiden a sus hermanos de este mundo, fray Juan Macías entregaba su alma al Creador. Eran las 6:45 p. m., del día 16 de septiembre de 1645 cuando el falleció.

### Beatificación y canonización
Gracias a la pluma de fray Juan Meléndez, O.P., hoy podemos conocer la fisonomía de fray Juan Macías: «Era mediano de cuerpo, rostro blanco; las facciones, menudas; la frente, ancha, partida con una vena gruesa que, desde el nacimiento del cabello, de que era moderadamente calvo, descendía al entrecejo; las cejas, pobladas; los ojos, modestos y alegres; la nariz, algo aguileña; las mejillas, enjutas pero sonrosadas, y la barba, espesa y negra».
Con la muerte de fray Juan Macías, se inició una nueva etapa de veneración de su memoria: su sepulcro comenzó a ser visitado por mucha gente.
Treinta y seis años después de su muerte, los restos de fray Juan Macías fueron trasladados a un ataúd de cedro y, para sorpresa de todos los presentes, fueron hallados incorruptos. En la actualidad se pueden apreciar los restos de fray Juan Macías disecados, más no corruptos.
Fue beatificado por el papa Gregorio XVI, el 22 de octubre de 1837, y el 28 de septiembre de 1975, canonizado por san Pablo VI.
Como todos los años, los restos de san Juan Macías son trasladados el jueves posterior a su fiesta central (18 de septiembre) desde la basílica de Santo Domingo —en el cercado de Lima (llamada la de los Santos Peruanos)— hasta la parroquia que lleva su nombre ubicada en el Jr Kikijana s/n, (Urbanización Túpac Amaru) en San Luis, Lima. La razón por la cual los restos de san Juan Macías debían llegar un jueves y retirarse el lunes posterior obedece a que la parroquia homónima se encuentra cerca de los terrenos que pertenecían a la antigua hacienda Limatambo, administrada por la Orden de Predicadores. Por tal motivo, el lunes de su retorno a la basílica de Santo Domingo en el centro de Lima, es obligatorio su paso por el Asentamiento Humano "San Juan Macías", en donde se encuentra la ex cuasiparroquia de la Virgen Peregrina de San Borja (hoy Parroquia San José María Escrivá), la que se encuentra en territorio de la antigua Hacienda Limatambo, lugar en donde san Juan Macías iba junto a san Martín de Porres, su gran amigo. Cuentan los cronistas que san Juan Macías y san Martín de Porres visitaban dicha zona para el recojo de los productos de panllevar, llegando un jueves y regresando con los productos el lunes siguiente. También llegaban a la hacienda para un reparador descanso de sus arduas y duras labores.
La parroquia que lleva su nombre data del año 1970, cuando fue inaugurada gracias a los aportes de sus fieles y por impulso de la Orden de Predicadores (Padres Dominicos). La Orden de Predicadores fue convocada inicialmente por Su Eminencia, Cardenal Juan Landázuri Ricketts, quien dispuso que se establecieran en la que hoy es la parroquia de San Norberto y de Santa Catalina, en el distrito de La Victoria - Lima. Sin embargo, allá por el año 1970, se había terminado de construir la Urbanización Túpac Amaru, situada en dos distritos: La Victoria y San Luis. Su Eminencia, decidió pedirles a los padres dominicos que formaran una comunidad nueva en dicha nueva zona. Su primer párroco fue el padre Andrés Hernández, O.P., quien se encontraba trabajando en las misiones de la Provincia Dominica del Perú, entre los departamentos de Ayacucho, Cuzco y Madre de Dios. Por aquel entonces, el prior de la Orden de Predicadores era el padre Manuel Álvarez Renard, quien recibió el encargo de Su Eminencia el Cardenal Juan Landázuri Ricketts, ya fallecido. Ambos sacerdotes ya partieron a la Casa del Señor, luego de más de sesenta años de vida consagrada a la Orden de Predicadores - Dominicos.

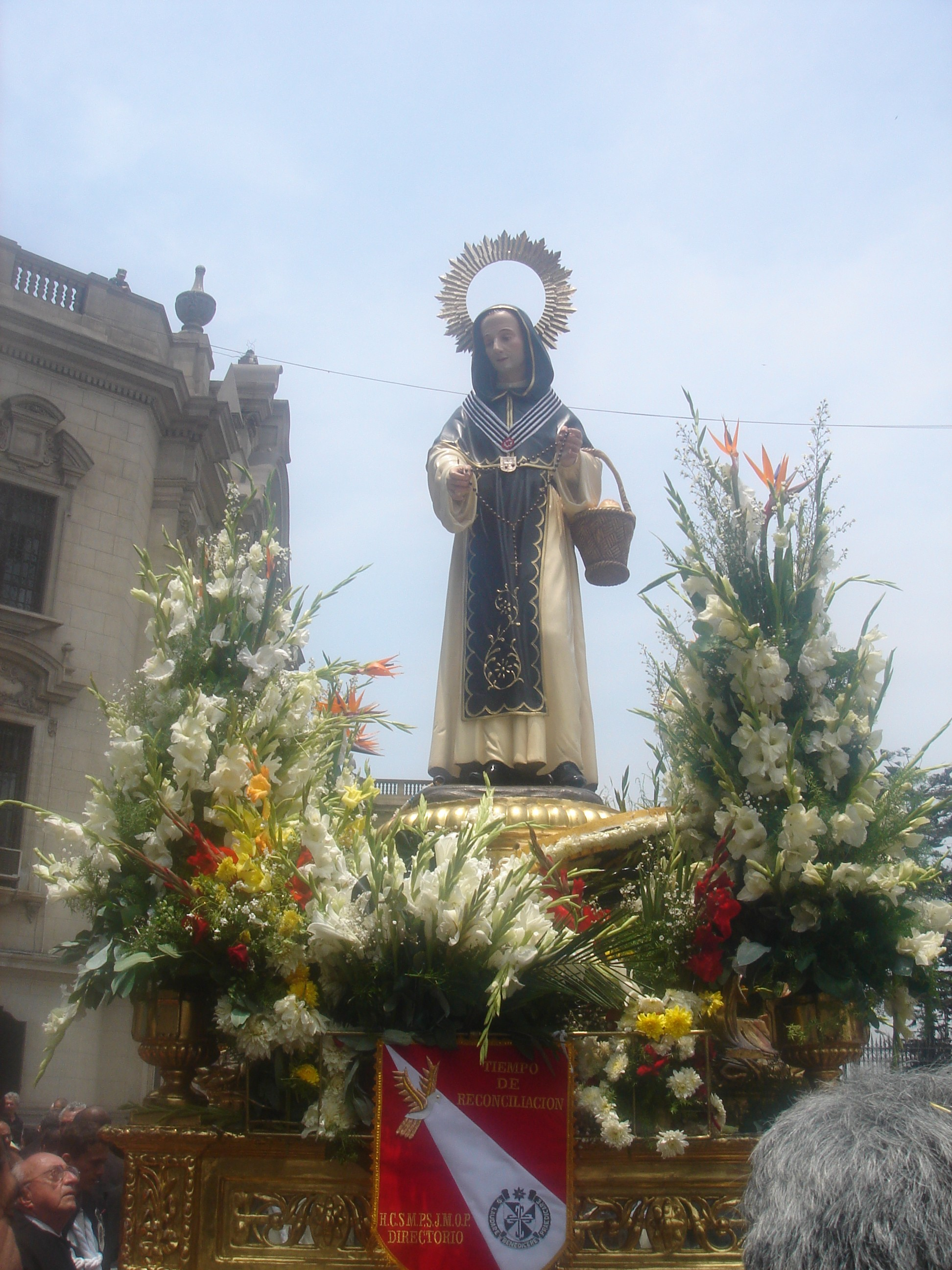
Procesión de San Martín de Porres y San Juan Macías pasando al costado de Palacio de Gobierno, Lima-Perú

Además, cada año, sale en procesión por las calles del Centro histórico de Lima, el cuarto domingo del mes de septiembre, en hombros de sus devotos de la Hermandad de San Juan Macías O.P. Esta hermandad, fundada en la Basílica de Santo Domingo, junto a la de la Hermandad de San Juan Macías de San Borja, son las únicas hermandades oficiales reconocidas por Resolución Arzobispal. Ambas hermandades se encuentran asentadas en las mismas zonas en las que San Juan Macías vivió. La primera de ellas en la zona de La Recoleta, donde daba de comer a sus pobres y la segunda en la zona de la exhacienda Limatambo, donde San Juan Macías caminó y laboró tantas veces. Durante la celebración por los sesenta años de vida sacerdotal de los padres Andrés Hernández O.P. y Manuel Álvarez O.P., en la Parroquia San Juan Macías, el primero de ellos destacó lo especial de dicha parroquia. Dijo: "Esta parroquia tiene algo especial, algo que no tienen otras, tiene la bendición de san Juan Macías y eso se siente en el ambiente, en el aire que respiramos. Debemos tener presente a nuestro Juan y saber que siempre estará protegiéndonos".